# Mellen
Mellen ist seit 1975 ein Ortsteil der Stadt Balve in Nordrhein-Westfalen. Am 1. Januar 2025 hatte er 594 Einwohner.

## Geschichte

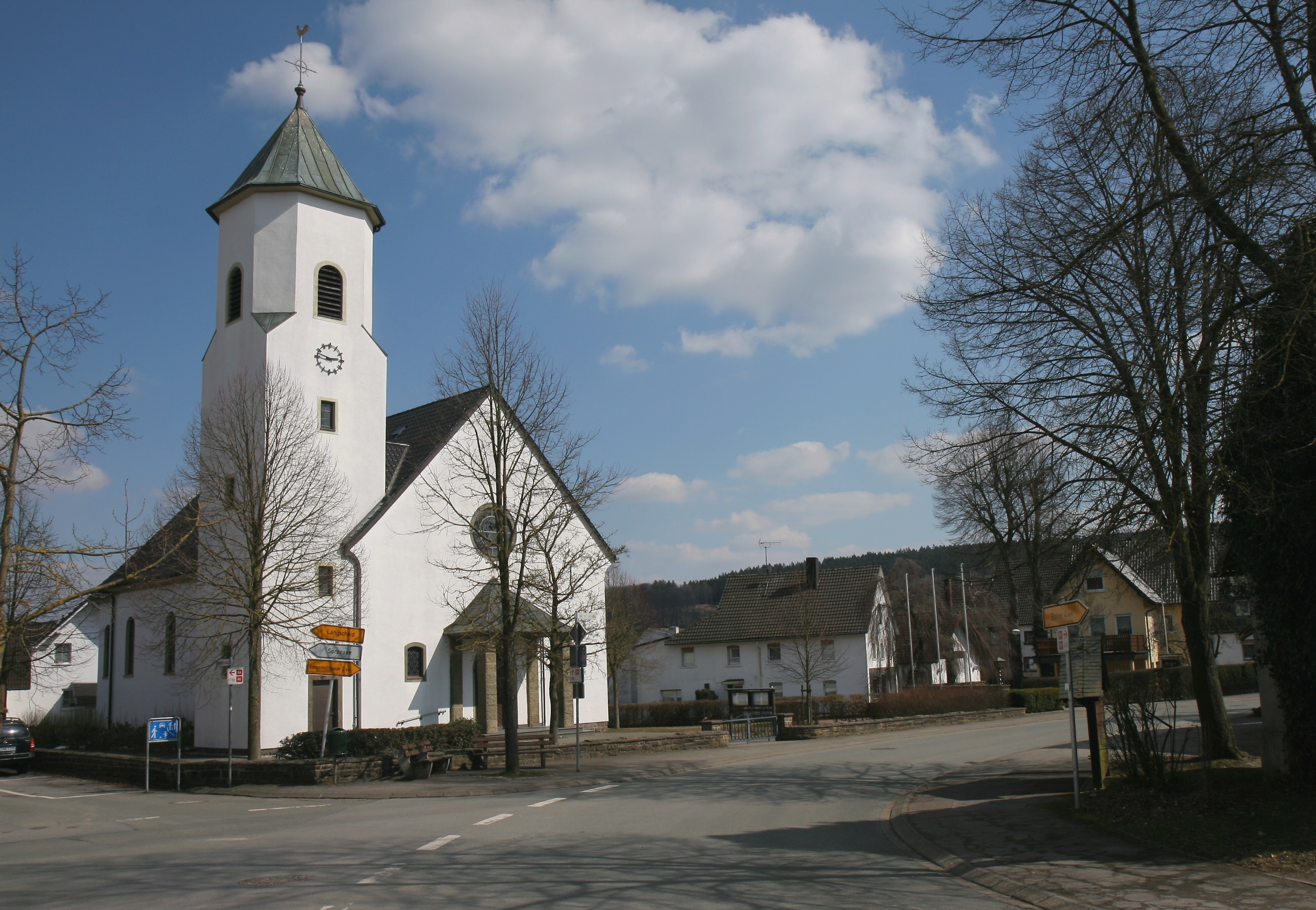
Katholische St. Barbara-Kirche

Die erste urkundliche Erwähnung Mellens im Jahre 1233 erfolgte durch den Namen „Theodericus de Mellene“. Die Gründung der Bauernsiedlung geht 800 Jahre zurück.
Seit einigen Jahren bildet Mellen eine Pfarrvikarie der katholischen Pfarrgemeinde St. Blasius Balve. Neuerdings hat sich diese Pfarrvikarie mit der Pfarrgemeinde Oberes Hönnetal unter dem Namen Balver Land und Oberes Hönnetal zusammengeschlossen.
Am 1. Januar 1975 wurde Mellen in die Stadt Balve eingegliedert.

## Vereine
Der mitgliederstärkste Verein ist der Sportverein Rot-Weiß Mellen. Ferner gibt es die Schützenbruderschaft St. Hubertus Mellen, den Männergesangverein MGV Eintracht sowie den gemischten Chor Melodie Mellen.
Die Katholische Frauengemeinschaft Deutschlands (KFD) verfügt über eine eigene Theatergruppe.

## Martinsmarkt
Der Martinsmarkt erfreut sich großer Beliebtheit. Weihnachtliche Dekorationen und Holzarbeiten können an den Ständen und ausgeräumten Ställen bewundert werden. Meller Vereine und Gruppen sorgen für das leibliche Wohl der Gäste.

## Tourismus
1991 wurde Mellen im Wettbewerb Unser Dorf soll schöner werden mit Gold, 2006 mit Silber ausgezeichnet. Ein Dorfmuseum ist von einer Privatinitiative gegründet worden. Südlich vom Dorf liegt das Naturschutzgebiet Bollenberg.

## Persönlichkeiten
- Kunigundis Vedder (1881–1943), römisch-katholische Ordensfrau, Missionsschwester und Märtyrin